# Козацький суд
Козацькі суди та порядок розгляду справ у судово-адміністративних органах Гетьманщини.

К.с. беруть початок з часів виникнення Запорозької Січі. Офіційного оформлення набули в роки національної революції 1648–1676. На Запорозькій Січі судові функції виконували представники січової старшини: кошовий отаман, кошовий суддя, довбиш – або весь Кіш Запорозької Січі, який інколи виступав судом першої інстанції у найскладніших справах. Суд на Запорозькій Січі застосовував лише норми козацького звичаєвого права. Запорозькі козаки підлягали тільки юрисдикції козацького січового суду ("де троє козаків, там двоє третього судять").

## Судові органи
Найвищим судовим органом у Гетьманщині був Генеральний військовий суд. Більшість справ вирішувалася в полкових судах. У Гетьманщині склалися дві форми судового процесу: обвинувально-змагальний і слідчий (інквізиційний). Цивільні справи розглядалися переважно в обвинувально-змагальному порядку, а кримінальні – в інквізиційному. У 2-й пол. 17 – поч. 18 ст. К.с. мали демократичні риси гласності, публічності, колегіальності, виборності судових колегій, участі представників громад у підготовці судових рішень і вироків, широкого застосування судами норм місцевих звичаїв та аналогії права, імплементованих (тобто перейнятих у інших) норм. Учасниками судового процесу могли бути сторонні особи, які висловлювали особисту думку щодо справи й порушували клопотання. З часом, однак, почали переважати закриті процеси, передусім це стосувалося кримінальних справ.
До початку 18 cт. всі особи, окрім "банітів" (див. Баніція), "безчесних" (див. Інфамія) та "проклятих", неправоздатність яких передбачалася Статутами Великого князівства Литовського, розглядалися судовою практикою як правоздатні. Недієздатними вважалися неповнолітні, жінки без чоловіків чи опікунів, марнотратники, німі, психічно хворі, а також залежні селяни, якщо їхній пан не виступав "асистентом". Сторона, яка позивала в судовому процесі, звалася "поводом", "актором", "кредитором", "укривдженим", "жалоблівою стороною", "чолобитником", "доносителем", а сторона, яка захищалася, – "возваною", "злодійською", "відвітною".
У 18 ст. в обіг увійшли терміни "позивач" і "відповідач". Процесуальне представництво інтересів сторони, недієздатної особи чи ін. заінтересованого суб'єкта відповідно до "Прав, за якими судиться малоросійський народ", забезпечували "прокуратори", "пленіпотенти", "адвокати", "повірені", "патрони". Адвокатів згодом стали звати "присяжними повіреними" (таке іменування було закріплено в статутній судовій реформі гетьмана К.Розумовського 1760–63). Позовні скарги в цивільних і кримінальних справах подавалися усно. Але за "Інструкцією" Д.Апостола скарги приймалися тільки в письмовій формі.

## Порядок розгляду справ
З подачі позову починалася судова "контроверсія". Попереднє слідство проводилося самим позивачем або потерпілим. Кримінальні справи, що торкалися інтересів держави, розслідувалися судовими органами. Справа порушувалася заінтересованими особами безпосередньо в сотенному, міському (магістратському чи ратушному) або полковому суді. Потерпілий повідомляв про правопорушення найближчому місцевому уряду, а згодом – суду. Йому також дозволялося повідомити про злочин заможним "добрим людям", які, в свою чергу, повинні були сповістити про це місцеву владу, що реєструвалося в спеціальній книзі. Про скоєння злочину та заподіяну шкоду повідомлялося публічно, для цього дзвоном скликалися всі мешканці. Потім потерпілий шляхом опитування збирав відповідну інформацію та організовував "погоню", тобто переслідування підозрюваної особи. Такі слідчі дії отримали юридичне найменування "шлякування". У найзначніших кримінальних справах, напр., про фальшивомонетництво, погоню могли організувати місцеві посадові особи та козаки. Право давало змогу потерпілому захопити правопорушника "на гарячому" і доставити його до суду, який застосовував до нього запобіжні заходи у вигляді взяття під варту та арешту майна.
Розслідування справи звичайно починалося з опитування населення тієї місцевості, де було вчинено злочин, а також у людних місцях – на базарах, ярмарках тощо. Для повнішого збору матеріалів у справі розсилалися спеціальні листи, в яких сповіщалося про скоєння злочину і висловлювалося прохання надати суду відомості про його обставини. Запити про особу, підозрювану в скоєнні злочину, надсилалися судами до місцевих козацьких судово-адміністративних органів і духовенства. У випадках крадіжки речей, якщо потрібно було провести розшук і обшук, санкцію на це давали, напр., сільські отамани або городові отамани. Потерпілий разом із понятими проводив "трус села", тобто обшук. За вказівкою сільського отамана його могли провести й сільські старшини – осавул і десятник. Для розслідування справи на місцях суд посилав спеціально уповноважених ним осіб, які спільно з місцевими органами проводили слідство. Розслідування справ про злочини полковників або генеральних старшин належало виключно до компетенції осіб, які також належали до полкової старшини та генеральної старшини. В деяких випадках вони проводили таке слідство спільно з посадовими особами. Розшукавши злочинця і виявивши докази його вини, його ув'язнювали і доставляли до судового органу.
У цивільних справах після подання позову до відповідача посилали спеціальну особу, а у віддалені місця – виклик до суду в письмовій формі. Поручительство в цивільному процесі передбачало можливість для родичів або знайомих ручатися перед судом за явку до нього відповідача, за сплату ним боргу тощо. В разі ухилення відповідача від виконання своїх обов'язків поручителі притягувалися до судової відповідальності і сплачували його борги. Визнання відповідачем своєї вини перед позивачем до початку судового процесу приводило сторони до примирення шляхом складання позасудової мирової угоди.
Судочинство відбувалося в усній формі, що передбачало змагальність сторін перед судом, і повністю протоколювалося. У суді вживалися українська мова, мови сусідніх народів і латина. З 18 ст. протоколи судових засідань почали складатися російською мовою. За "Інструкцією" Д.Апостола протоколи підписували всі члени суду.
Розгляд справ у суді починався з перевірки присутності сторін. Злісне ухиляння відповідача від явки до суду приводило до ухвали судового рішення про задоволення позову потерпілого. Після завершення "судоговоріння" сторони були зобов'язані в наступні три дні викласти всі свої аргументи ("завод свой") на папері та обмінятися копіями документів. Потім суд проводив допит і дослідження доказів. Доказами вважалися власна заява, показання свідків, речові докази, висновки експертів. Сторона повинна була представити суду не менше двох свідків. Розрізняли звичайних (приватні особи, які були заінтересовані у справі та свідчили про факти, пов'язані з нею) і офіц. свідків (розшукувач і возний). Правдивість показань сторін і свідків забезпечувалася присягою чи співприсяжництвом. У разі відмови сторони від присяги суд вирішував справу на користь ін. сторони. Сторона, яка прагнула переконати суд у власній правоті, виставляла заклад ("викидщину") – певну суму грошей – або пропонувала ушкодити їй здоров'я чи позбавити життя, якщо вона виявиться неправою. Предмет закладу йшов на користь козац. адміністрації чи суду. У кримінальних справах для одержання показань обвинуваченого чи свідків застосовувалися катування ("проби", "квестії", "муки"), від яких звільнялися переважно козац. старшина, шляхтичі, духовенство, вищі урядовці, за винятком окремих випадків, а також вагітні жінки, малолітні, особи, яким виповнилося 70 років, душевнохворі. Після 1716 порядок подання і дослідження доказів регулювався нормами "Краткого изображения процессов".
Суд. процес завершувала суд. постанова – "декрет" (з 18 ст. вирок суду в кримінальних справах називався "мнение", постанова в цивільних справах – "решение"). Ін. постанови суд. органів щодо окремих питань судочинства ухвалювалися шляхом голосування членів колегії суду спочатку в усній формі, а в подальшому в письмовій та заносилися у суд. книги "для пам'яті". Сторона, яка була незадоволена вироком чи рішенням суду, могла порушити клопотання про їх скасування. Правові засоби, що використовувалися при цьому, залежали від того, чи набрало чинності рішення суду, та поділялися на звичайні (скарга на суддів, апеляція), що використовувалися до набуття рішенням чинності, й надзвичайні (відновлення розгляду справи) – після набуття чинності.
Скарга з приводу неправомірних дій суддів і зловживання ними службовим становищем подавалася до вищого суду для розгляду в другій інстанції. Для подання апеляційної скарги, зокрема до Генерального військового суду, відводився 10-денний строк від дня винесення суд. рішення. Сторона, яка вдавалася до апеляції, мала зробити аргументовану заяву з цього приводу. Підставами для визнання заключного акта суду першої інстанції неправомірним вважалися: відсутність показань відповідача в протоколі засідання, необґрунтоване відкидання доказів, порушення процесуального порядку винесення рішення або вироку. Якщо рішення суду першої інстанції скасовувалося вищим судом, то на суддів покладався обов'язок відшкодувати всі судові витрати. Скасовуючи рішення чи вирок, апеляційна інстанція могла вносити в них значні зміни, ухвалити нову постанову, направити справу на новий розгляд.
У випадках або виявлення обставин, раніше невідомих суду чи сторонам та їхнім представникам, або встановлення фактів зловживання суддів та ін. учасників процесу відбувалося його (судового процесу) відновлення.
Суд. рішення за цивільними справами виконували місц. уряди чи самі суди. З 18 ст. їх виконував возний. Вироки в кримінальних справах, які передбачали смертну кару або катування, виконував кат ("містр") або засуджені в ін. справах, чи засуджені в одній справі один щодо одного.